# Юнеев, Алексей Михайлович
Алексей Михайлович Юнеев (род. 13 сентября 1957, Ленинград) — советский и российский шахматист и тренер.

## Биография
Воспитанник шахматной школы Ленинградского Дворца пионеров. Занимался под руководством заслуженного тренера СССР Владимира Зака. Окончил Педагогический институт имени А. И. Герцена. Мастер спорта СССР с 1980 года. Был участником нескольких чемпионатов Ленинграда. В 1989 поделил 1—4-е места, в добавочном турнире превзошёл соперников и завоевал чемпионский титул.
В составе команды «Пластполимер» стал победителем клубного первенства СССР 1985 года. Был призёром нескольких международных турниров. В 1993 получил звание международного мастера. Неоднократно принимал участие в матчах Ленинград — Москва.
С 1985 года работает тренером в Санкт-Петербургском (Ленинградском) городском Дворце творчества юных. Старший тренер отделения шахмат с 1988 года. С 1990 руководит городским методическим объединением педагогов. Отличник народного просвещения РСФСР. Член Детско-юношеской Комиссии Российской Шахматной Федерации. Среди его учеников — Никита Витюгов и Максим Матлаков.

## Изменения рейтинга
| Графики недоступны из-за технических проблем. См. информацию на Фабрикаторе и на mediawiki.org. |